# Nigella fumariifolia
Nigella fumariifolia är en ranunkelväxtart som beskrevs av Karl Theodor Kotschy. Nigella fumariifolia ingår i släktet nigellor, och familjen ranunkelväxter. Inga underarter finns listade i Catalogue of Life.